# Dyscritobaeus festivus
Dyscritobaeus festivus är en stekelart som först beskrevs av Jean-Jacques Kieffer 1910.  Dyscritobaeus festivus ingår i släktet Dyscritobaeus och familjen Scelionidae. Inga underarter finns listade i Catalogue of Life.